# Pratylenchus thornei
Pratylenchus thornei är en rundmaskart. Pratylenchus thornei ingår i släktet Pratylenchus och familjen Hoplolaimidae. Inga underarter finns listade i Catalogue of Life.